# Siedlung Espenstraße
Die Siedlung Espenstraße ist eine Frankfurter Wohnsiedlung der Nachkriegszeit im Stadtteil Griesheim. Die zentral verlaufende Espenstraße ist namensgebend.

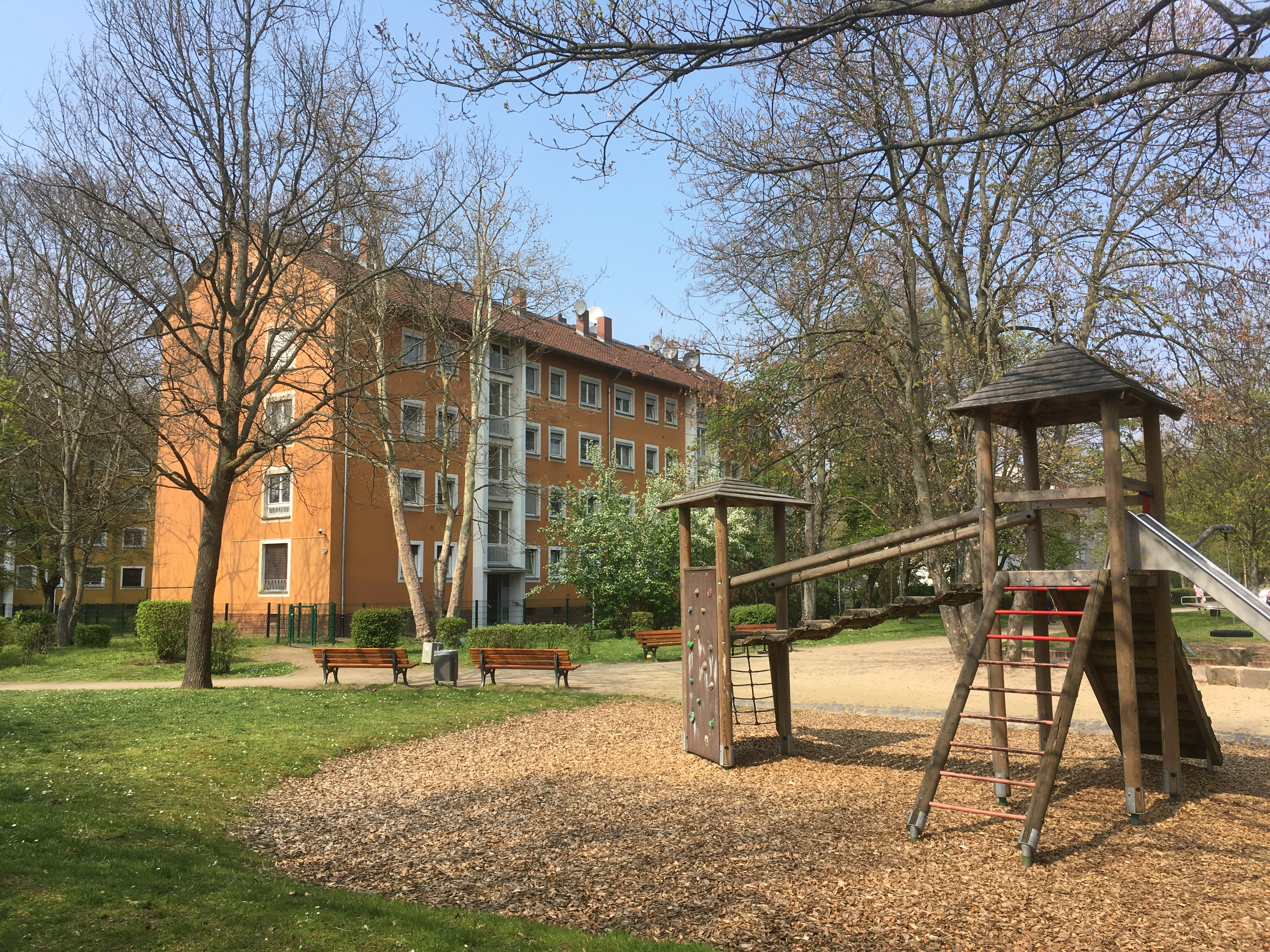
Wohngebäude Schwarzerlenweg 43, Südostansicht

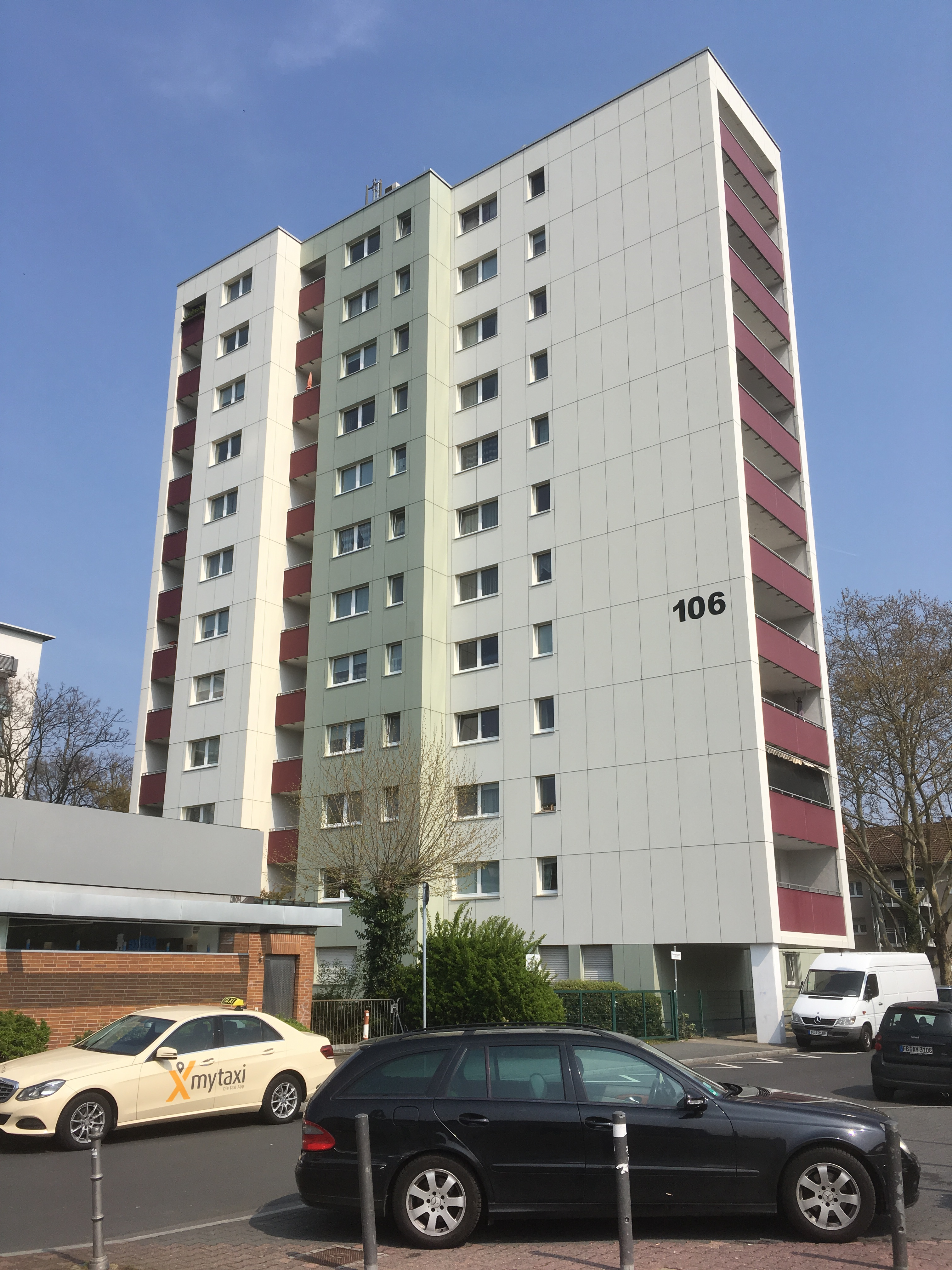
Wohnhochhaus Schwarzerlenweg 106

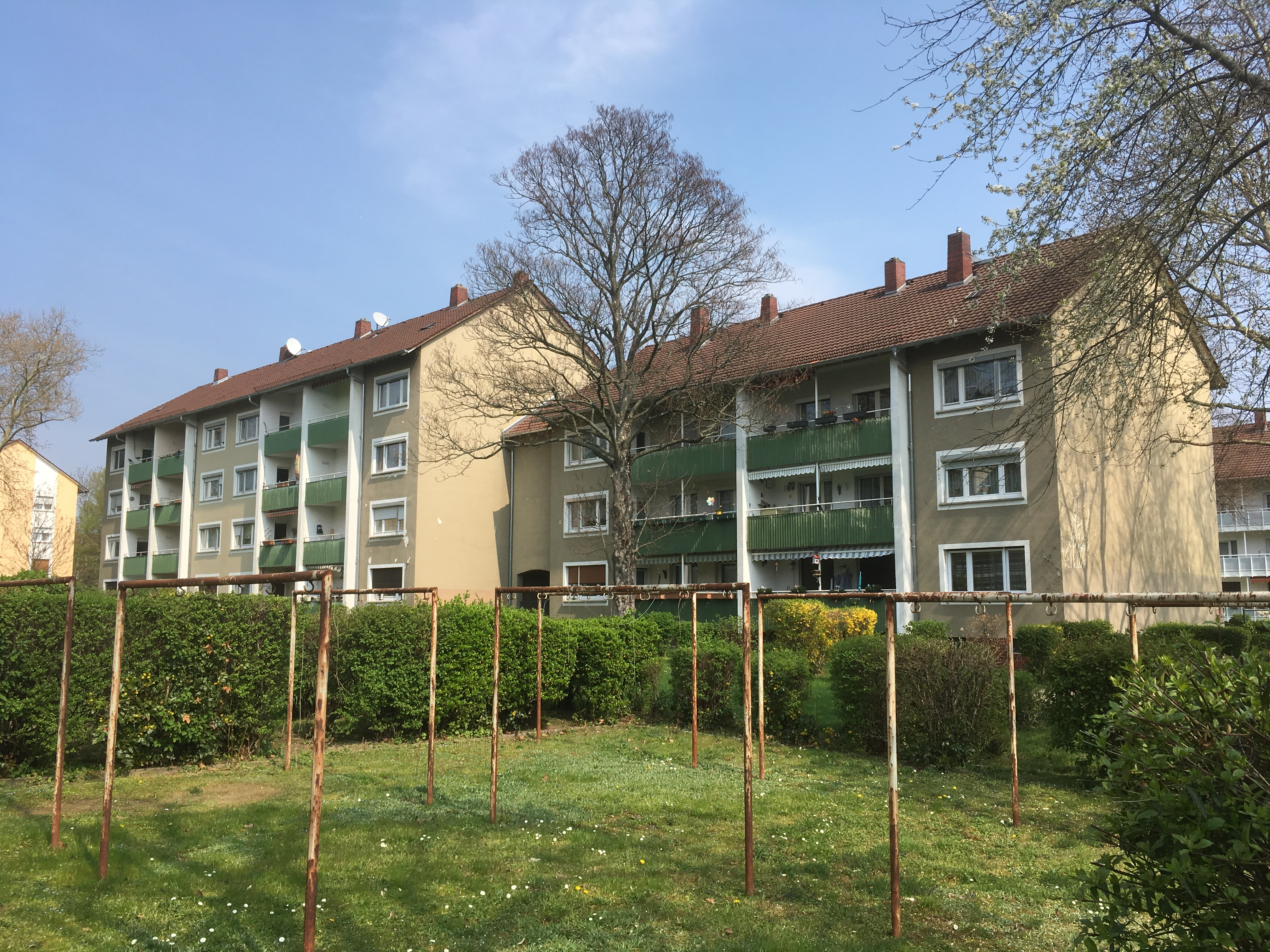
Wohngebäude Schwarzerlenweg 33–37

## Lage und Erschließung
Die Siedlung Espenstraße umfasst eine Fläche von etwa 20 Hektar und liegt nördlich der Main-Lahn-Bahn, westlich der Bundesautobahn 5, südlich der Mainzer Landstraße und östlich der Waldschulstraße. Die Espenstraße und die Waldschulstraße schließen die Siedlung an das überörtliche Straßennetz an. Über den Bahnhof Frankfurt-Griesheim mit den S-Bahn-Linien 1 und 2 und der Tramhaltestelle Waldschulstraße in der Mainzer Landstraße ist die Siedlung Espenstraße an den Öffentlichen Personennahverkehr angebunden. Die innere Erschließung erfolgt über die Straßen Schwarzerlenweg, Kiefernstraße und Am Mühlgewann.

## Entstehung
Um den großen Wohnraumbedarf der Nachkriegszeit zu decken, wurden in Frankfurt am Main zahlreiche Wohnsiedlungen gebaut. Die Siedlung Espenstraße wurde zwischen 1958 und 1962 mit Mitteln des Sozialen Wohnungsbaus von der Gemeinnützige Gesellschaft für Wohnheime und Arbeiterwohnungen (Wohnheim GmbH bzw. ABG Frankfurt Holding) und der Bundesbahn Wohnungsgesellschaft (BWG) errichtet. Es entstanden 133 Gebäude mit 1144 Wohnungen. Ende 2008 lebten 3100 Bewohner in der Siedlung.

## Beschreibung
Die Siedlung Espenstraße ist als reines Wohngebiet konzipiert. Sie besteht vorwiegend aus Gebäudezeilen, die in Nord-Süd-Richtung verlaufen, sodass die Wohnungen nach Osten und Westen ausgerichtet sind. Auf der Südseite der Espenstraße sind die Wohngebäude straßenbegleitend angeordnet. Großzügige Grünzüge gliedern die Siedlung. Die Gebäude sind überwiegend drei- oder viergeschossig und mit einem Satteldach gedeckt. Im Südwesten befinden sich zwei Hochhäuser mit dreizehn und acht Geschossen.

## Infrastruktur
Die Siedlung Espenstraße verfügt über soziale Einrichtungen sowie Park- und Kleingartenanlagen. Die Berthold-Otto-Schule in der Kiefernstraße ist die Grundschule für das Wohngebiet und die Georg-August-Zinn-Schule in der Straße Am Mühlgewann ist eine Integrierte Gesamtschule. Zwei Einrichtungen zur Kinderbetreuung in kirchlicher und städtischer Trägerschaft sind über die Siedlung verteilt. Die dem gesamten Stadtteil dienende Stadthalle Griesheim mit Bücherei liegt am südwestlichen Rand der Siedlung.
Im Nordosten liegen drei Kleingartenanlagen. Spielplätze sind innerhalb der Grünanlagen über die gesamte Siedlung verteilt. Ein Abenteuerspielplatz liegt in der Kiefernstraße.

## Verweise

### Einzelnachweis
1. ↑  Statistisches Jahrbuch 2008 Stadt Frankfurt abgerufen am 26. Feb. 2020

Koordinaten: 50° 5′ 47,6″ N, 8° 36′ 32,5″ O